# APA Corporation
APA Corporation — американская независимая нефтегазовая компания со штаб-квартирой находится в Хьюстоне. Помимо США ведёт деятельность в Египте и британском секторе Северного моря.
На 2018 год компания находилась на 248-м месте в списке крупнейших публичных компаний США по версии журнала Forbes и на 488-м месте рейтинга Fortune 500.

## История
Компания была основана в 1954 году в Миннеаполисе Трумэном Андерсоном, Реймондом Планком и Чарльзом Арнао. Первая скважина была пробурена в 1955 году вблизи Талсы и Оклахома-сити. В 1969 году компании были размещены на бирже. В 1960-х годах Apache приобрела ряд компаний из разных отраслей, включая производство электроники, сельское хозяйство и водоснабжение.
В 1971 году была основана дочерняя нефтесервисная компания Apache Exploration (позже Apexco), проданная в 1977 году. Также в это время были проданы и большинство активов, не связанных с нкфтедобычей. В 1977 году было начато бурение в нефтяном бассейне Анадарко. В 1980 году компания входит в проект по добыче нефти на шельфе Мексиканского залива. 4 октября 1981 года на одной из скважин компании в Техасе произошёл взрыв, потребовалось 16 месяцев и 42 млн долларов, чтобы потушить пожар.
В 1987 год штаб-квартира компании была переведена в Денвер (Колорадо), а в 1992 году — в Хьюстон. В 1993 году компания приобрела западно-австралийскую нефтедбывающую компанию Hadson Energy Resources. В 1994 году была начата деятельность в Египте через приобретение 25-процентной доли в проекте, а также в заливе Бохайвань (КНР). В 1995 году поглотила канадскую компанию Dekalb Energy, в 1999 году приобрела активы Shell в Мексиканском заливе. В 2002 году начала освоение глубоководных месторождений в Западном Средиземноморье в территориальных водах Египта.
В 2005 году Apache и ExxonMobil заключили серию договоров предусматривающих создание совместного предприятия в пермском бассейне Западного Техаса и Нью-Мексико, Западной Канады, берегов Луизианы и в Мексиканском заливе.
В марте 2021 года была создана холдинговая компания APA Corporation, объединившая все структуры Apache Corporation.

## Деятельность
На конец 2021 года доказанные запасы углеводородов компании составляли 913 млн баррелей н. э., из них 617 млн баррелей в США, 197 млн баррелей в Египте и 99 млн баррелей в Северном море. Основная часть запасов в США приходится на Пермский бассейн. Нефтедобыча в Египте ведётся в Западной пустыне (египетская часть Сахары). Кроме этого, имеются доли в проектах в Суринаме и Доминиканской Республике.
Среднесуточный уровень добычи составлял 387,9 тыс. баррелей, из них 229,3 тыс. баррелей в США, 114,8 тыс. баррелей в Египте и 43,8 тыс. баррелей в Северном море. Добыча нефти составляла 181,6 тыс. баррелей, газового конденсата — 67,9 тыс. баррелей, природного газа — 23,5 млн м³.